# Eden Cheng
Eden Cheng (2 dicembre 2002) è una tuffatrice britannica.

## Biografia
All'età di quindici anni ha gareggiato agli europei di nuoto di Glasgow 2018 nel concorso della piattaforma 10 m sincro vincendo la medaglia d'oro con la connazionale Lois Toulson.

## Palmarès
- Europei di nuoto/tuffi

Glasgow 2018: oro nel sincro 10m.
Kiev 2019: argento nel sincro 10m misto e bronzo nella gara a squadre.
Budapest 2020: argento nel sincro 10m.
- Giochi europei

Cracovia 2023: oro nella piattaforma 10m.
- Giochi del Commonwealth

Birmingham 2022: argento nel sincro 10m.